# Federico Colbertaldo
Federico Colbertaldo (Valdobbiadene, 17 ottobre 1988) è un ex nuotatore italiano.

## Carriera
Ha debuttato nel nuoto agonistico nel 2000 sotto i colori del Montenuoto Valdobbiadene prima, e poi nel 2002 con il Veneto Banca Montebelluna, società in cui tuttora milita sotto la guida del suo allenatore Branislav (Bane) Dinic.
Ai campionati mondiali di nuoto tenutisi a Melbourne nel 2007 si è classificato quarto nella gara degli 800 metri stile libero con il tempo di 7'49"98, vinti da Oussama Mellouli. L'11 settembre 2007 il tunisino Mellouli viene privato del titolo mondiale perché risultato positivo ad un controllo antidoping svoltosi nel novembre 2006, che non permise a Mellouli di partecipare ai mondiali del febbraio 2007; Federico conquista così la terza posizione e la sua prima medaglia mondiale.
Sempre agli stessi campionati mondiali si è classificato quinto nella gara dei 1500 metri stile libero, vinti da Mateusz Sawrymowicz. Nella stessa occasione ha anche abbassato il suo record personale dei 1500 di ben 8 secondi.
Il 28 luglio 2009, durante le semifinali degli 800 m stile libero dei Mondiali di Nuoto di Roma, ha stabilito il nuovo record europeo con 7'44"29, migliorandolo poi il giorno successivo con il tempo di 7'43"84 giungendo quarto nella finale. il 19 dicembre successivo ha migliorato anche il primato europeo degli 800 m stile libero in vasca corta, durante il confronto tra la nazionale statunitense e una selezione europea.

## Primati personali
Questi i suoi primati in vasca lunga:
- 400 m stile libero: 3'45"20 - 6 giugno 2008 - Roma, trofeo "sette colli"
- 800 m stile libero: 7'43"84 - 29 luglio 2009 - Roma, campionato del mondo (primato europeo)
- 1500 m stile libero: 14'48"28 - 2 agosto 2009 - Roma, campionato del mondo (primato italiano)

Questi i suoi primati in vasca corta:
- 400 m stile libero: 3'38"11 - 10 dicembre 2009 - Istanbul, Campionati europei di nuoto in vasca corta 2009 (primato italiano)
- 800 m stile libero: 7'31"18 - 19 dicembre 2009 - Manchester, duel in the pool (primato europeo)
- 1500 m stile libero: 14'24"21 - 13 dicembre 2008 - Rijeka, Campionati europei di nuoto in vasca corta 2008 (primato italiano)

## Progressione
| vasca da 50 metri | vasca da 50 metri | vasca da 50 metri |      | vasca da 25 metri | vasca da 25 metri | vasca da 25 metri |
| 400 sl            | 800 sl            | 1500 sl           | anno | 400 sl            | 800 sl            | 1500 sl           |
| 4'11"72           | ---               | 16'42"71          | 2003 | ---               | ---               | ---               |
| 3'59"32           | 8'26"17           | 15'52"21          | 2004 | ---               | ---               | ---               |
| 3'52"61           | 8'02"73           | 15'23"89          | 2005 | 3'50"52           | 8'02"50           | 15'12"63          |
| 3'48"56           | 7'53"93           | 15'04"06          | 2006 | 3'45"74           | 7'55"07           | 14'56"95          |
| 3'48"01           | 7'49"98           | 14'56"22          | 2007 | 3'42"76           | 7'49"55           | 14'45"41          |
| 3'45"20           | 7'52"29           | 14'50"59          | 2008 | 3'40"83           | 7'51"22p          | 14'31"31          |
| 3'47"17           | 7'43"84 re        | 14'48"28          | 2009 | 3'38"49           | 7'41"70p          | 14'24"21          |
| 3'50"32           | 7'54"20           | 15'06"92          | 2010 | 3'38"11           | 7'31"18 re        | 14'25"58          |

p = tempo di passaggio
re = record europeo

## Palmarès
| Giochi olimpici                | ---                     | 400 m st. libero        | 800 m st. libero        | 1500 m st. libero                  |
| 2008 Pechino Cina              | ---                     | 11º in batteria 3'45"28 | ---                     | 10º in batteria 14'51"44           |
| Campionati del mondo           | ---                     | 400 m st. libero        | 800 m st. libero        | 1500 m st. libero                  |
| 2007 Melbourne Australia       | ---                     | 5º 3'48"01              | Bronzo 7'49"98          | 5º 14"56"22                        |
| 2009 Roma Italia               | ---                     | ---                     | 4º 7'43"84 - re         | 4º 14'48"28                        |
| 2011 Shanghai Cina             | ---                     | ---                     | 17º in batteria 8'01"10 | ---                                |
| Mondiali in vasca corta        | ---                     | 400 m st. libero        | ---                     | 1500 m st. libero                  |
| 2010 Dubai Emirati Arabi Uniti | ---                     | 9º in batteria 3'41"68  | ---                     | 4º 14'33"92                        |
| Campionati europei             | ---                     | 400 m st. libero        | 800 m st. libero        | 1500 m st. libero                  |
| 2006 Budapest Ungheria         | ---                     | 7º 3'49"07              | ---                     | 4º 15'04"06                        |
| 2008 Eindhoven Paesi Bassi     | ---                     | 9º in batteria 3'50"10  | 7º 7'58"35              | 6º 15'15"16                        |
| 2010 Budapest Ungheria         | ---                     | ---                     | 6º 7'54"84              | 4º 15'06"92                        |
| Europei in vasca corta         | 200 m st. libero        | 400 m st. libero        | 800 m st. libero        | 1500 m st. libero                  |
| 2006 Helsinki Finlandia        | 20º in batteria 1'47"43 | 7º 3'43"37              | ---                     | 7º 14'45"41                        |
| 2007 Debrecen Ungheria         | ---                     | 4º 3'40"83              | ---                     | Bronzo 14'31"31                    |
| 2008 Fiume Croazia             | ---                     | 4º 3'39"88              | ---                     | Oro 14'24"21                       |
| 2009 Istanbul Turchia          | ---                     | 5º 3'38"11              | ---                     | Argento 14'25"58                   |
| 2010 Eindhoven Paesi Bassi     | ---                     | Argento 3'41"70         | ---                     | Oro 14'35"36                       |
| Giochi del Mediterraneo        | ---                     | ---                     | ---                     | 1500 m st. libero                  |
| 2009 Pescara Italia            | ---                     | ---                     | ---                     | Argento 15'04"23                   |
| Universiadi                    | 400 m st. libero        | 800 m st. libero        | 1500 m st. libero       | 4×200 m st. libero                 |
| 2009 Belgrado Serbia           | Bronzo 3'47"17          | Argento 7'48"58         | Bronzo 15'03"90         | 5º - 7'19"00 frazione: 1'49"49     |
| Europei giovanili              | 200 m st. libero        | 400 m st. libero        | 1500 m st. libero       | 4×200 m st. libero                 |
| 2005 Budapest Ungheria         | 11º in batteria 1'52"97 | ---                     | 4º 15'29"47             | Argento: 7'31"10 frazione: 1'53"05 |
| 2006 Palma di Maiorca Spagna   | Argento 1'49"94         | Oro 3'49"12             | Argento 15'10"82        | Argento: 7'27"80 frazione: 1'50"64 |

### Campionati italiani
23 titoli individuali, così ripartiti:
- 7 nei 400 m stile libero
- 5 negli 800 m stile libero
- 11 nei 1500 m stile libero

 nd = non disputata
| Anno | Edizione    | st.libero 200 m | st.libero 400 m | st.libero 800 m | st.libero 1500 m | st.libero 4x200 m |
| ---- | ----------- | --------------- | --------------- | --------------- | ---------------- | ----------------- |
| 2005 | Estivi      | -               | -               | -               | 2                | -                 |
| 2005 | Invernali   | -               | -               | nd              | 3                | nd                |
| 2006 | Primaverili | -               | -               | -               | 1                | -                 |
| 2006 | Estivi      | 3               | 1               | 1               | 1                | 3                 |
| 2006 | Invernali   | -               | 1               | -               | 1                | nd                |
| 2007 | Primaverili | 2               | 1               | 1               | 1                | -                 |
| 2007 | Estivi      | -               | 3               | 1               | 2                | -                 |
| 2007 | Invernali   | -               | 3               | -               | 1                | nd                |
| 2008 | Primaverili | -               | 1               | -               | 1                | -                 |
| 2008 | Estivi      | 3               | 2               | 1               | 1                | -                 |
| 2008 | Invernali   | -               | 2               | nd              | 1                | nd                |
| 2009 | Primaverili | -               | 2               | 1               | 1                | -                 |
| 2009 | Estivi      | -               | -               | 2               | 2                | -                 |
| 2009 | Invernali   | -               | 1               | nd              | 1                | nd                |
| 2010 | Primaverili | -               | -               | 2               | 2                | -                 |
| 2010 | Estivi      | -               | 1               | nd              | 2                | nd                |
| 2010 | Invernali   | -               | 1               | nd              | 1                | nd                |

### Altri risultati
2003
- Titolo Italiano 4x200 m stile libero categoria Ragazzi con Record italiano di categoria.

2004
- 3 Titoli italiani di categoria Ragazzi 200-400-1500 m stile libero.
- 1 Convocazione in Nazionale giovanile "Coppa Comen", Tirana.

2005
- Record italiano Juniores m. 800sl 8'02'70 (precedente Emiliano Brembilla 8'03'40 - 1996)
- 1 Argento Campionati Italiani Assoluti Pesaro m 1500sl.
- 1 Bronzo Campionati Italiani Assoluti Pesaro m 800sl.
- 2 Titoli Italiani di Categoria Juniores 1500sl - 4x200sl.
- 3 Convocazioni nazionale Giovanile.
- 2 Ori in nazionale Giovanile 400sl - 1500sl (Malmö, Svezia).

2006
- Record italiano Juniores 400sl 3.48.56 (precedente Emiliano Brembilla 3.49.37 - 1996)
- Record italiano Juniores 1500sl 15.04.06 (precedente Emiliano Brembilla 15.08.34 - 1996)
- Record italiano Juniores-Cadetti m. 800sl 7'53.93 (precedente Emiliano Brembilla)
- 1 Medaglia Bronzo Campionati Italiani Assoluti Invernali m 1500sl 14.57'06.
- 2 Tempi limite Campionati Europei Assoluti v.25
- 1 Convocazione Nazionale Giovanile
- 1 Convocazione in Nazionale Assoluta

2007
- 1 Medaglia Bronzo Open Edf de Natation m 1500sl 15:03.61.

2009
- Record Europeo 800 m sl 7'44"29 (precedente Yuri Prilukov).